# Моншики (Азорские острова)
Монши́ки (порт. Ilhéu do Monchique) — один из необитаемых островов Азорского архипелага (Португалия).

## Общие данные
Остров расположен в северной части Атлантического океана. Он является остатком вулканического конуса, состоит из базальта. Возвышается на 43 метра над уровнем моря.
Если Азорские острова считать частью Европы, то остров Моншики будет самой западной точкой Европы.
Остров являлся важным ориентиром для моряков во времена парусного флота.